# ایوان مورنو (بازیکن فوتبال)
ایوان مورنو (انگلیسی: Iván Moreno؛ زادهٔ ۲۶ فوریهٔ ۱۹۸۱) بازیکن فوتبال اهل اسپانیا است.
از باشگاه‌هایی که در آن بازی کرده‌است می‌توان به باشگاه فوتبال پومفرادینا، باشگاه فوتبال راسینگ سانتاندر، و باشگاه فوتبال رئال مورسیا اشاره کرد.